# بخش نوساری
بخش نوساری (به انگلیسی: Navsari district) یک بخش در هند است که در گجرات واقع شده‌است.